# Haliplus lewisii
Haliplus lewisii is een keversoort uit de familie watertreders (Haliplidae). De wetenschappelijke naam van de soort is voor het eerst geldig gepubliceerd in 1873 door Crotch.